# Tricholoma magnivelare
Tricholoma magnivelare är en svampart som först beskrevs av Peck, och fick sitt nu gällande namn av Redhead 1984. Tricholoma magnivelare ingår i släktet musseroner och familjen Tricholomataceae.   Inga underarter finns listade i Catalogue of Life.

## Källor

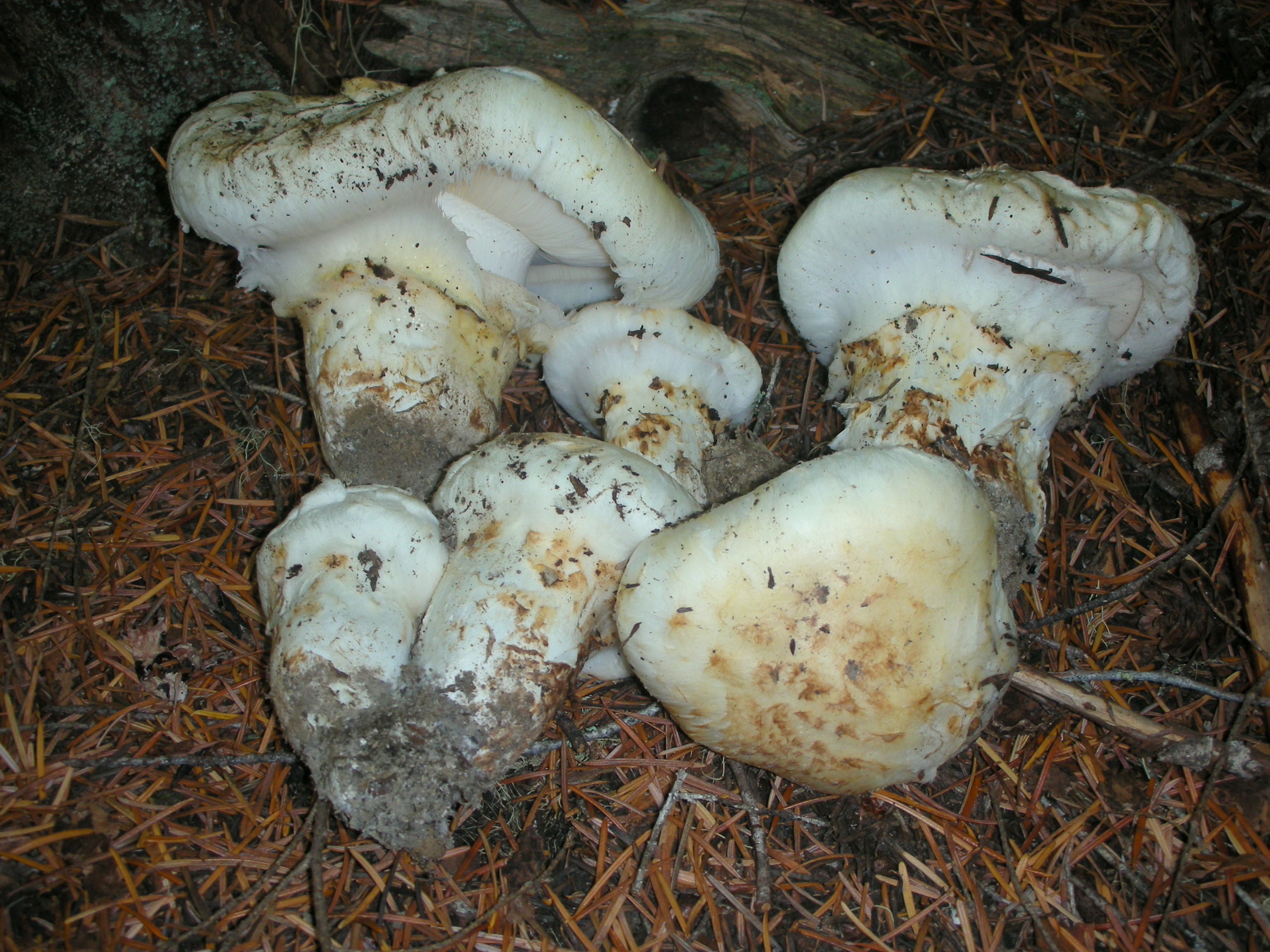
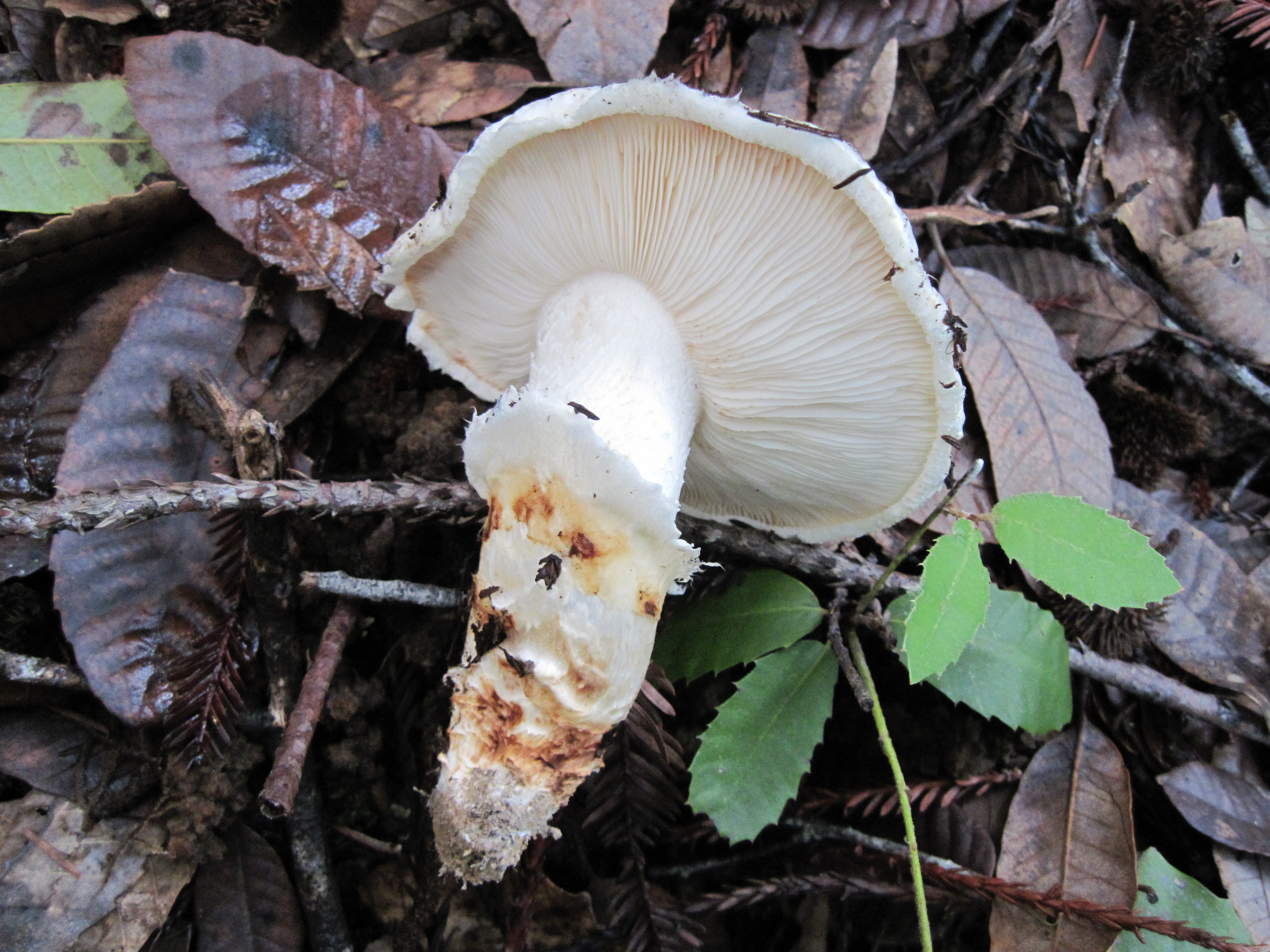
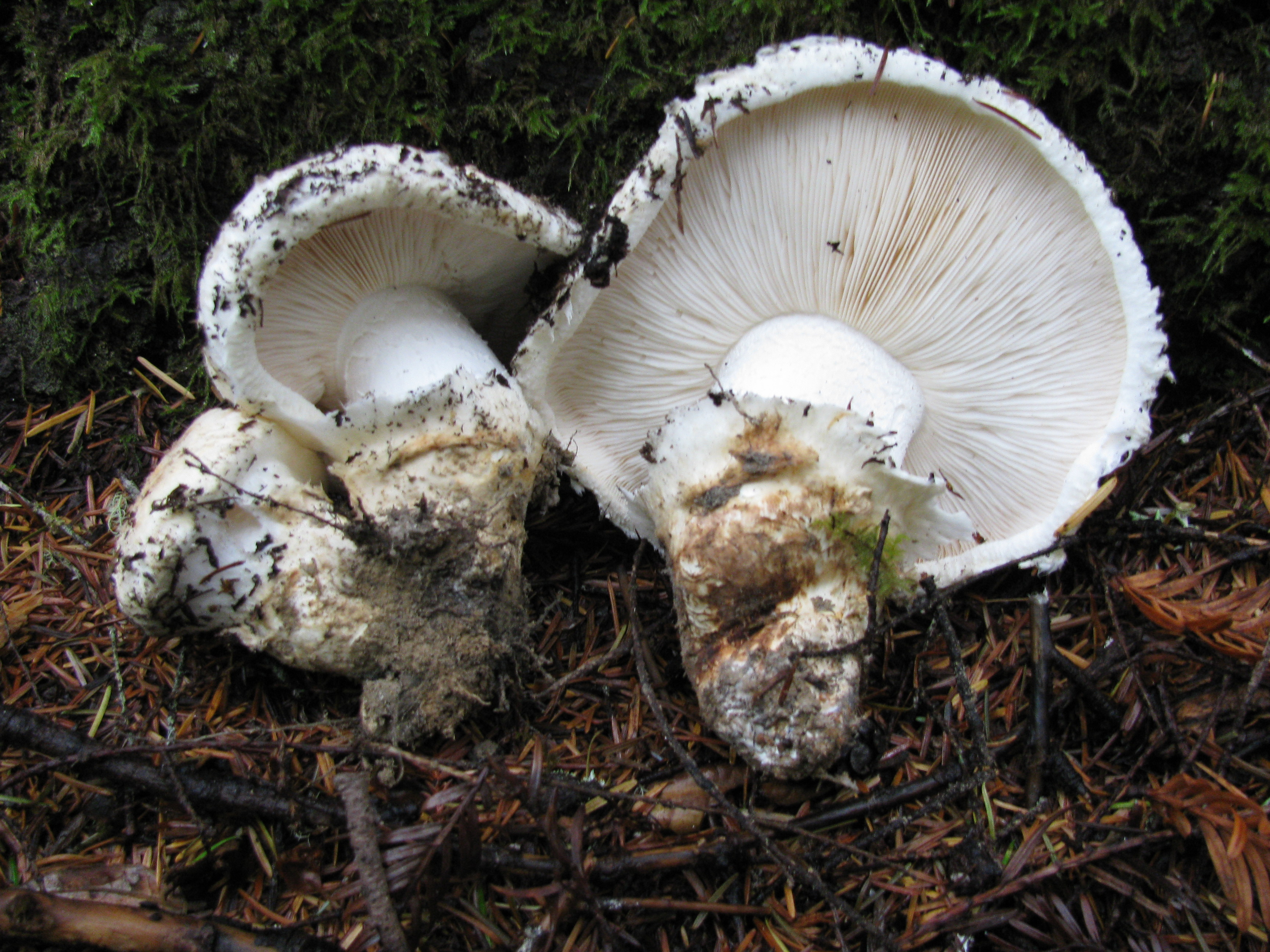